# María Hervás Moncho
María Hervás Moncho (Denia, Marina Alta, 10 de septiembre de 1894-1963) fue una médica valenciana pionera, una de las primeras licenciadas en Medicina de la Universidad de Valencia. 

## Biografía
Nació en Denia en 1894. Hija del médico José Hervás Millán y de Regina Moncho Morera, se matriculó en la Universidad de Valencia en el preparatorio de Medicina en el curso 1911-1912. Se licenció en Medicina en junio de 1918. Y después, entre 1921 y 1926, trabajó en el Instituto de Serología de París.
Contrajo matrimonio entre 1918 y 1920 con un famoso médico de la época, el doctor Henry Sanlier Lamark Vassou, de origen francés. Comprometida con los avances modernizadores de la Segunda República, durante la guerra civil española, en octubre de 1938, ejerció el cargo de jefe del Laboratorio de Serología del Servicio de Transfusión de Sangre en Valencia, dependiente de la Inspección General de Sanidad del Ejército. Su contribución a la defensa de la Segunda República le comportó ser represaliada, y su ficha consta en el Centro Documental de la Memoria Histórica del Ministerio de Cultura.  

## Obra
Firmó artículos en la Revista de Sanidad de Guerra titulados " Contribución al estudio de la vacunación por vía bucal " sobre la prevención y profilaxis de las enfermedades epidémicas, e " Interpretación y causas de error de la Reacción de Wasserman ", sobre el tratamiento de las enfermedades venéreas, publicados respectivamente en 1937 y 1938, respectivamente.  

## Reconocimientos
En 2022 se presentó en las Corts Valencianes una proposición no de ley para dar el nombre de la doctora pionera Maria Hervàs en el Centro de Transfusión de la Comunitat Valenciana. 